# Богдановка (Тоцький район)
Богда́новка (рос. Богдановка) — село у складі Тоцького району Оренбурзької області, Росія.

## Населення
Населення — 584 особи (2010; 737 у 2002).
Національний склад (станом на 2002 рік):
- росіяни — 80 %